# Aleksej Nikolić
Aleksej Nikolić (Postojna, 21 de febrero de 1995) es un baloncestista esloveno que pertenece a la plantilla del KK Cedevita Olimpija de la liga eslovena y la ABA Liga. Con 1,91 metros de estatura, juega en la posición de base.

## Trayectoria deportiva

### Primeros años
Nikolić se formó en la cantera del Zlatorog Lasko de su país, hasta que en 2011 se trasladó a vivir a Bosnia y Herzegovina, donde comenzó a jugar con el OKK Spars Sarajevo, aunque sus dos primeras temporadas las disputó con el equipo júnior.

### Profesional
Debutó en la liga bosnia en 2013, firmando un contrato por cuatro temporadas. en su primer año como profesional promedió 8,2 puntosa y 3,1 asistencias por partido, estadísticas que subió hasta los 11,4 puntos y 5,0 asistencias al año siguiente.
En junio de 2015 fichó por el campeón alemán, el Brose Baskets por cuatro temporadas, pero manteniendo la doble licencia para jugar en su primera temporada también con el Baunach Young Pikes en la ProA.
El 25 de febrero de 2021, firma por el BCM Gravelines de la LNB Pro A.
El 26 de julio de 2021, firma por el San Pablo Burgos de la Liga Endesa.
El 12 de diciembre de 2022, firma por el Basket Brescia Leonessa de la Lega Basket Serie A italiana.
El 10 de mayo de 2023, firma por el CB Gran Canaria de la Liga Endesa para sustituir al base español Ferran Bassas debido a su lesión de larga duración.
El 9 de julio de 2023 se comprometió con el Élan Chalon de la LNB Pro A francesa.
El 12 de junio de 2024 firmó un contrato de dos años con el KK Cedevita Olimpija de la Liga de Baloncesto de Eslovenia y la Liga ABA.

### Selección nacional
Es internacional absoluto por Eslovenia, y previamente había jugado en las categorías inferiores de la selección balcánica. Jugó el Mundial 2014 de España, quedando su equipo en la séptima posición de un total de 24 equipos.
Fue campeón del Eurobasket 2017.
En verano de 2021, fue parte de la selección absoluta eslovena que participó en los Juegos Olímpicos de Tokio 2020, que quedó en cuarto lugar.
En septiembre de 2022 disputó con el combinado absoluto esloveno el EuroBasket 2022, finalizando en sexta posición.
Durante agosto y septiembre de 2023 fue integrante de la selección de Eslovenia que participó en el Mundial de 2023 celebrado en Asia, y que finalizó en séptimo lugar.